# オラリアAC
オラリアAC (ポルトガル語: Olaria Atlético Clube) は、ブラジル・リオデジャネイロ州リオデジャネイロを本拠地とするサッカークラブである。

## 歴史
1915年7月1日、ジャポネスFC (Japonês Futebol Clube) として創設される。クラブはその後、より多くのサポーターを惹きつける目的で、クラブディレクターのカロリノ・マルチンス・アランテスによってオラリアAC (Olaria Atlético Clube) に改名された。
1974年、1974 カンピオナート・ブラジレイロ・セリエAに参戦し、28位となった。
1981年、決勝でペルナンブーコ州のサント・アマロを破り、カンピオナート・ブラジレイロ・セリエC（タッサ・デ・ブロンゼ）に優勝した。1983年、カンピオナート・カリオカ2部に優勝し、翌年1部リーグに昇格した。1999年の一時期、クラブのサッカー部門は Sport News という企業に所有された。
2000年、コパ・ジョアン・アヴェランジェの白モドゥロ（3部相当）に参戦し、第1ステージで敗退した。2003年、再びカンピオナート・ブラジレイロ・セリエCに参戦し、第3ステージでADカボフリエンセに敗れた。

## タイトル
- カンピオナート・ブラジレイロ・セリエC：1回
  - 1981

- カンピオナート・カリオカ・セリエB：3回
  - 1931, 1980, 1983

## 歴代所属選手
- カスチーリョ 1945
- ガリンシャ 1972
- ジョエル・サンタナ 1973-1974

- ホベルッチ 1986-1990
- リカルド・ローシャ 1996
- / メフメト・アウレリオ 2001, 2013